# Ljapin
A Ljapin (oroszul: Ляпин) folyó Oroszország ázsiai részén, Hanti- és Manysiföldön, az Északi-Szoszva bal oldali mellékfolyója.

## Földrajz
Hossza: 151 km, vízgyűjtő területe: 27 300 km², évi közepes vízhozama: 345 m³/sec.
A Sarkközeli-Urál keleti lejtőinek kisebb folyói az Ob vízrendszeréhez tartoznak. Közülük legnagyobb a Ljapin, mely a Sarkközeli-Urálban eredő Hulga és Scsekurja folyók találkozásával keletkezik. Hossza csak 151 km, de nagyobbik forráságával, a Hulgával együtt 404 km. A Nyugat-szibériai-alföld nyugati peremén folyik délkeleti irányba. Az Északi-Szoszva legnagyobb vízgyűjtő területű bal oldali mellékfolyója.
Vegyesen eső és főként hóolvadékvíz táplálja. Októbertől május második feléig befagy. A torkolattól 149 km-ig hajózható.
Legnagyobb, bal oldali mellékfolyója a Kempazs vagy Nagy-Kempazs (289 km).